# Senova
Senova es una marca de automóviles desaparecida propiedad del fabricante de automóviles chino BAIC Motor, es una filial de BAIC Group. Fue lanzada en marzo de 2012.

## Historia
A finales de 2009, el Grupo BAIC adquirió los derechos de propiedad intelectual del 9-3 y del 9-5 del fabricante de automóviles sueco Saab modelos y tecnologías de sistemas de propulsión relacionadas con el fin de respaldar el desarrollo de vehículos de su propia marca.
El primer modelo de producción de Senova, el Senova D20, un hatchback subcompacto de cinco puertas, salió a la venta en China en marzo de 2012.
La versión de producción del Senova D70 hizo su debut en el Salón del Automóvil de Guangzhou de 2012.
La marca Senova se suspendió en 2020.[cita requerida]

## Productos

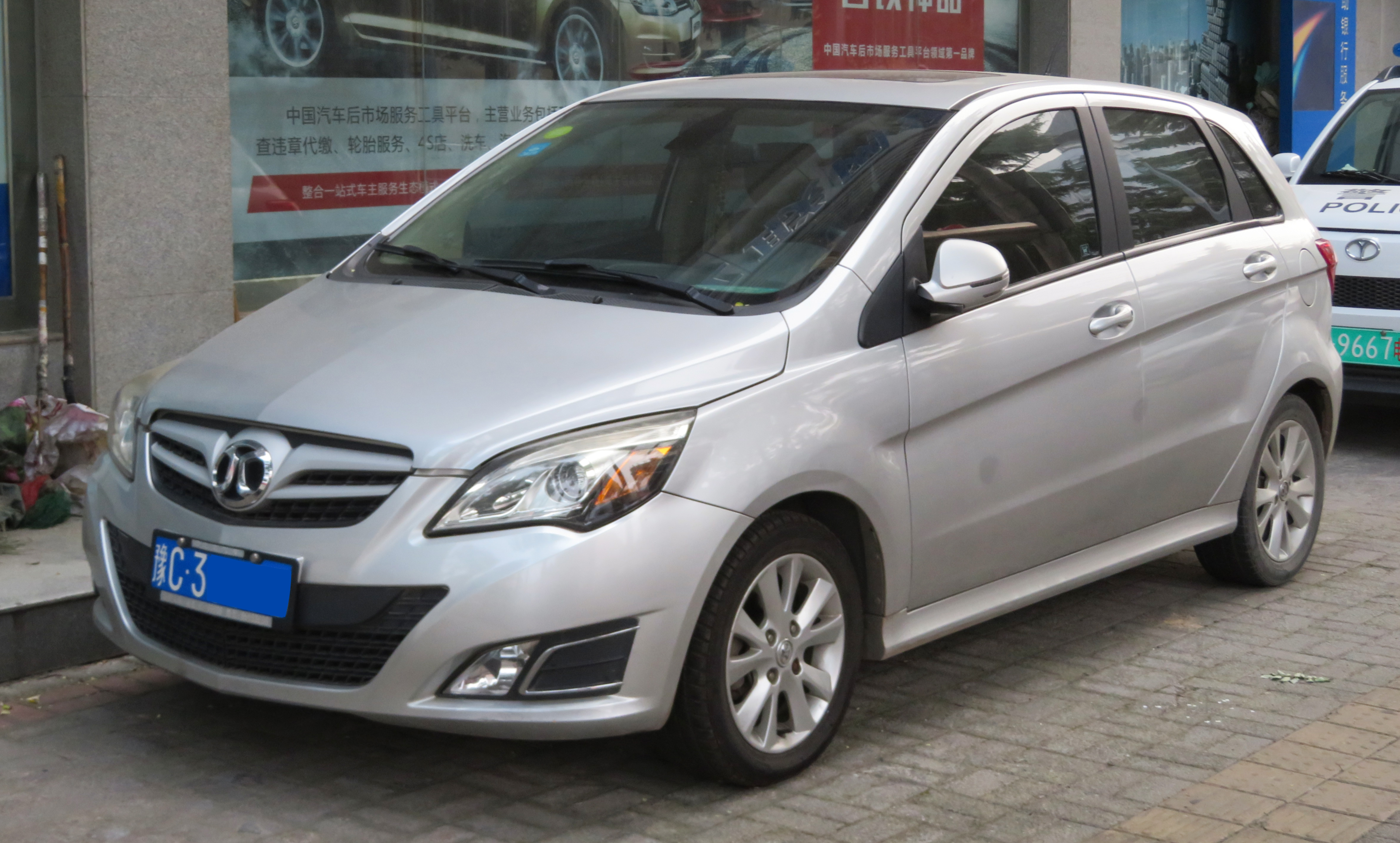
Escotilla Senova D20 (formalmente BAIC Motor E-Series)

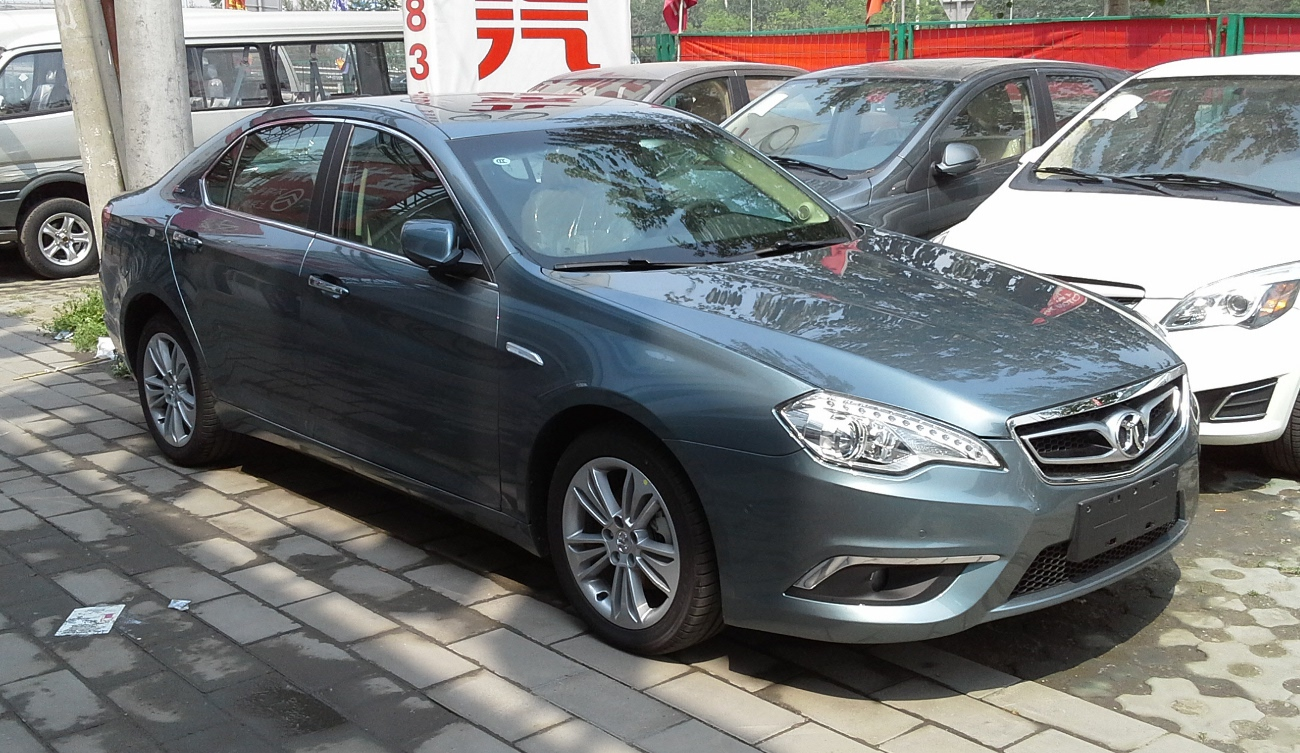
Senova D70

La gama actual de Senova comprende los siguientes modelos:
- Senova D20, un hatchback subcompacto de cinco puertas y sedán de cuatro puertas[4]

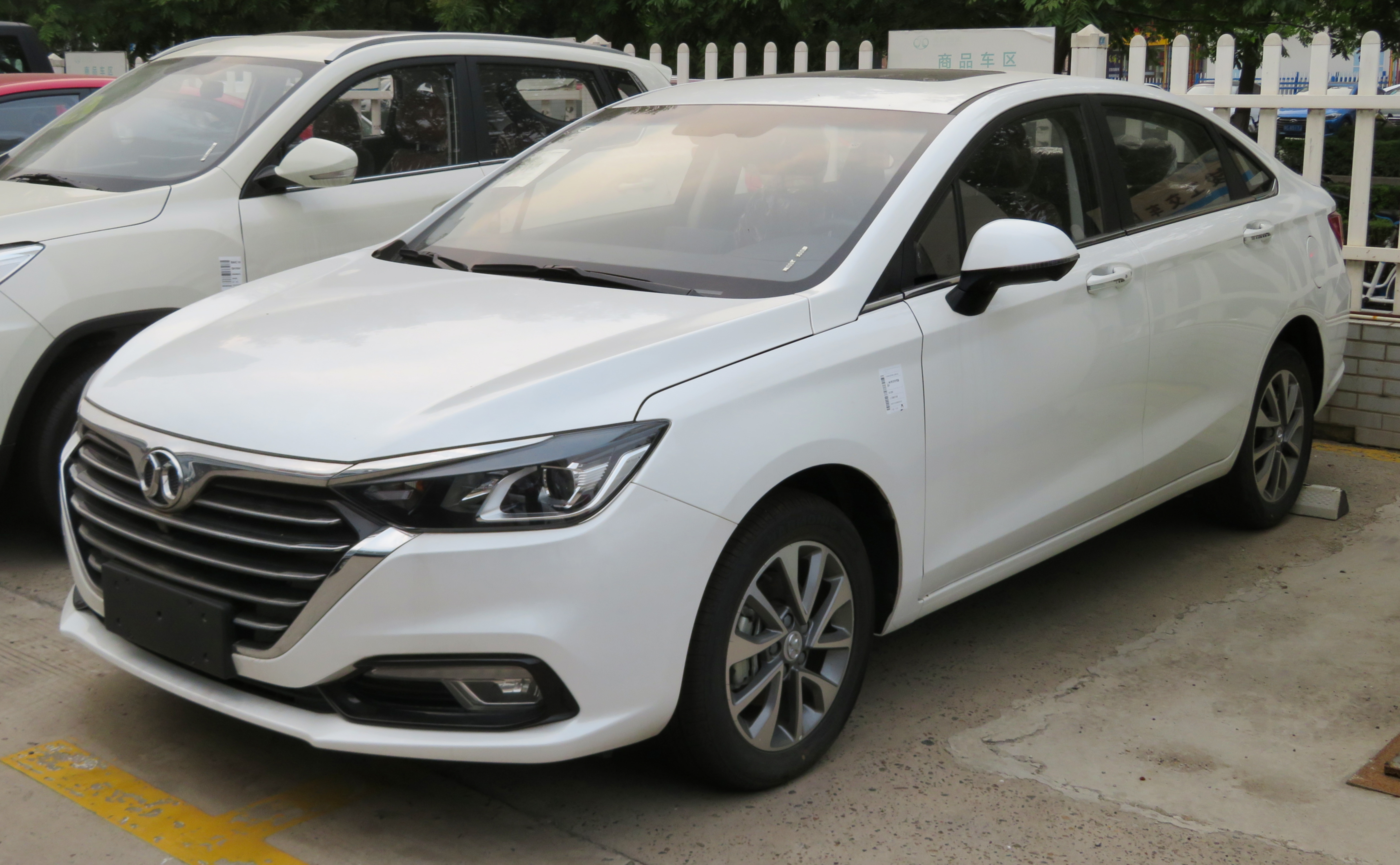
Senova D50
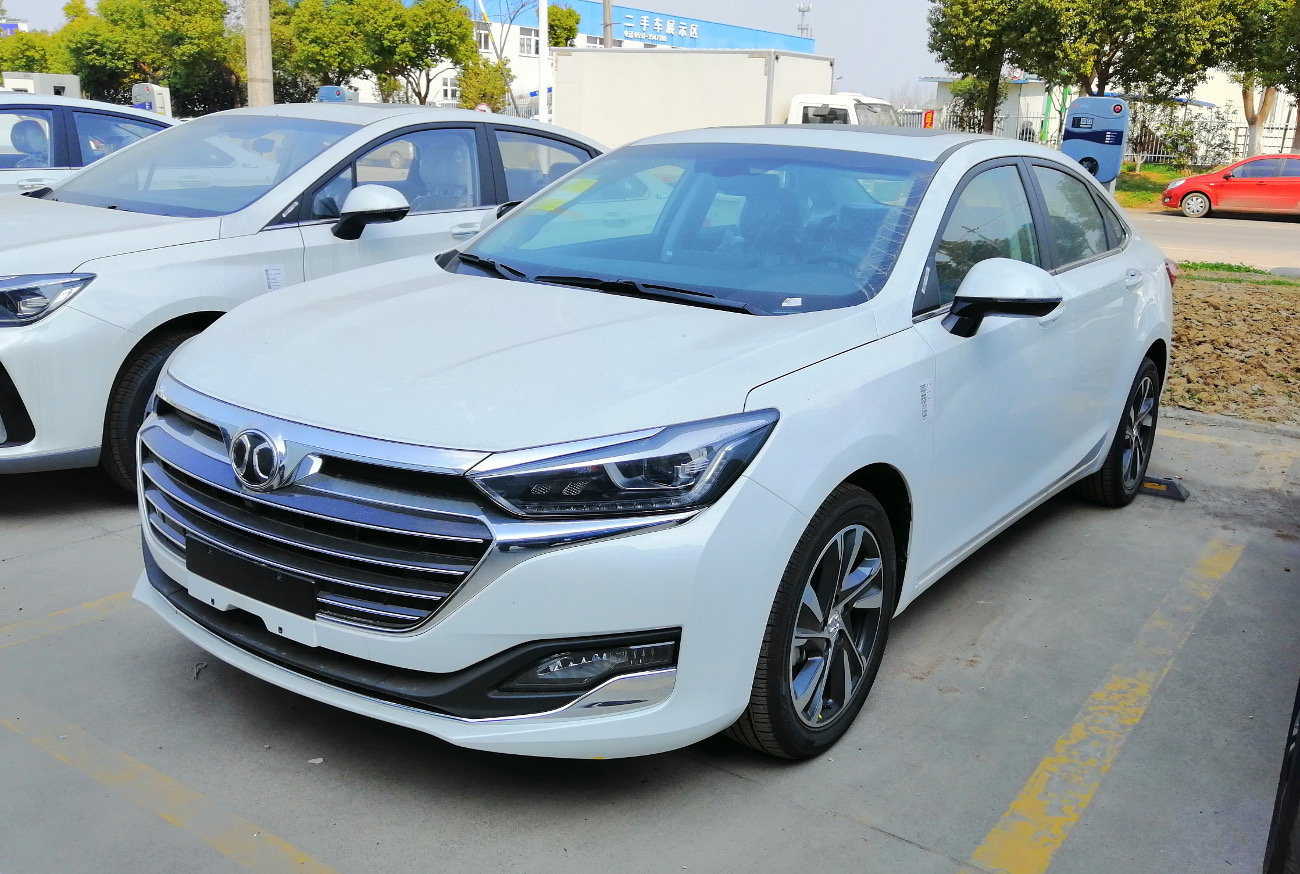
Senova D60 (Descontinuado en 2017)
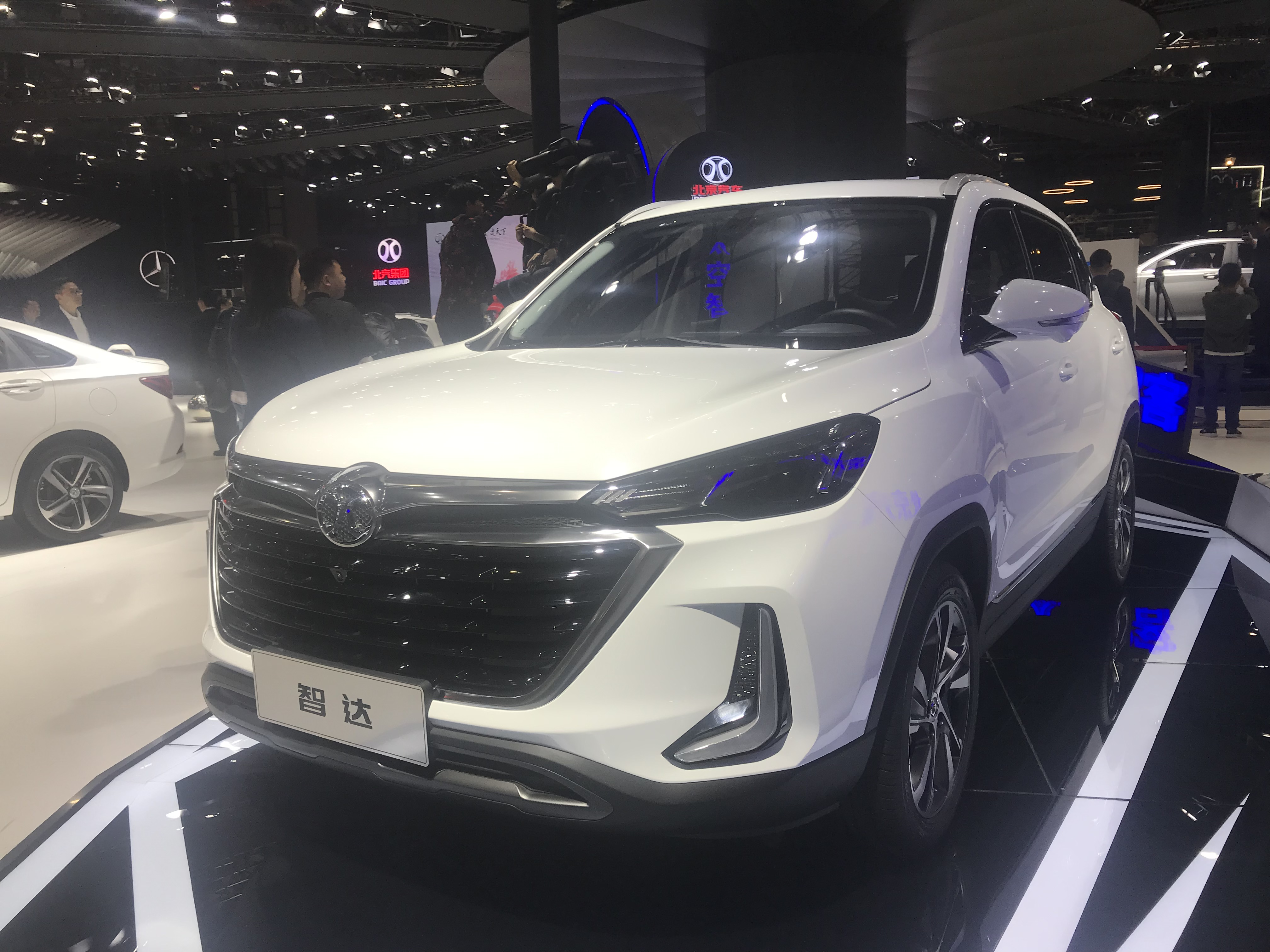
Senova CC (Discontinuado en 2017)
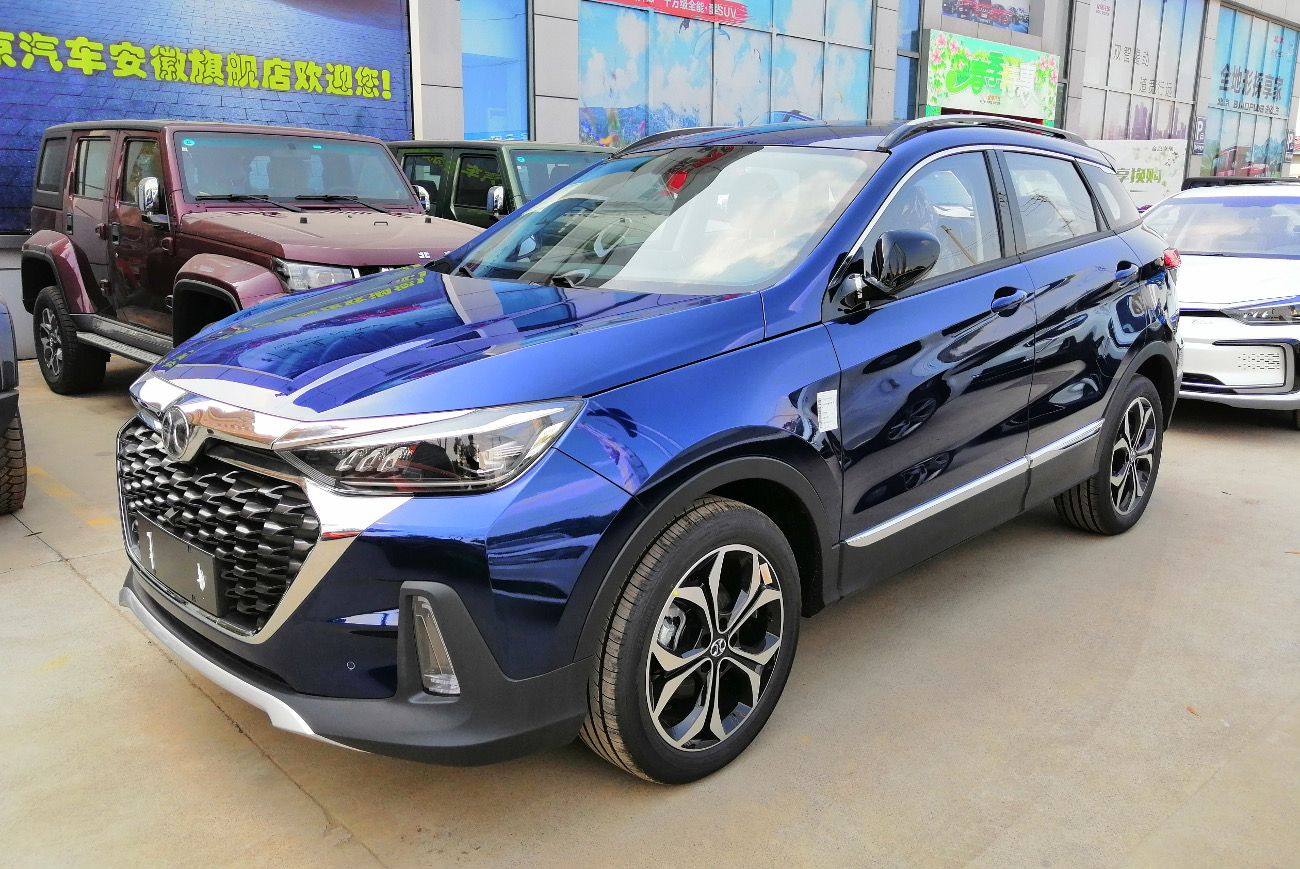
Senova D70 (formalmente Beijing Auto C70G)
- Senova D80 (Descontinuado en 2017)
- Senova X25
- Senova X35
- Senova X55
- Senova X65 (Descontinuado en 2017)

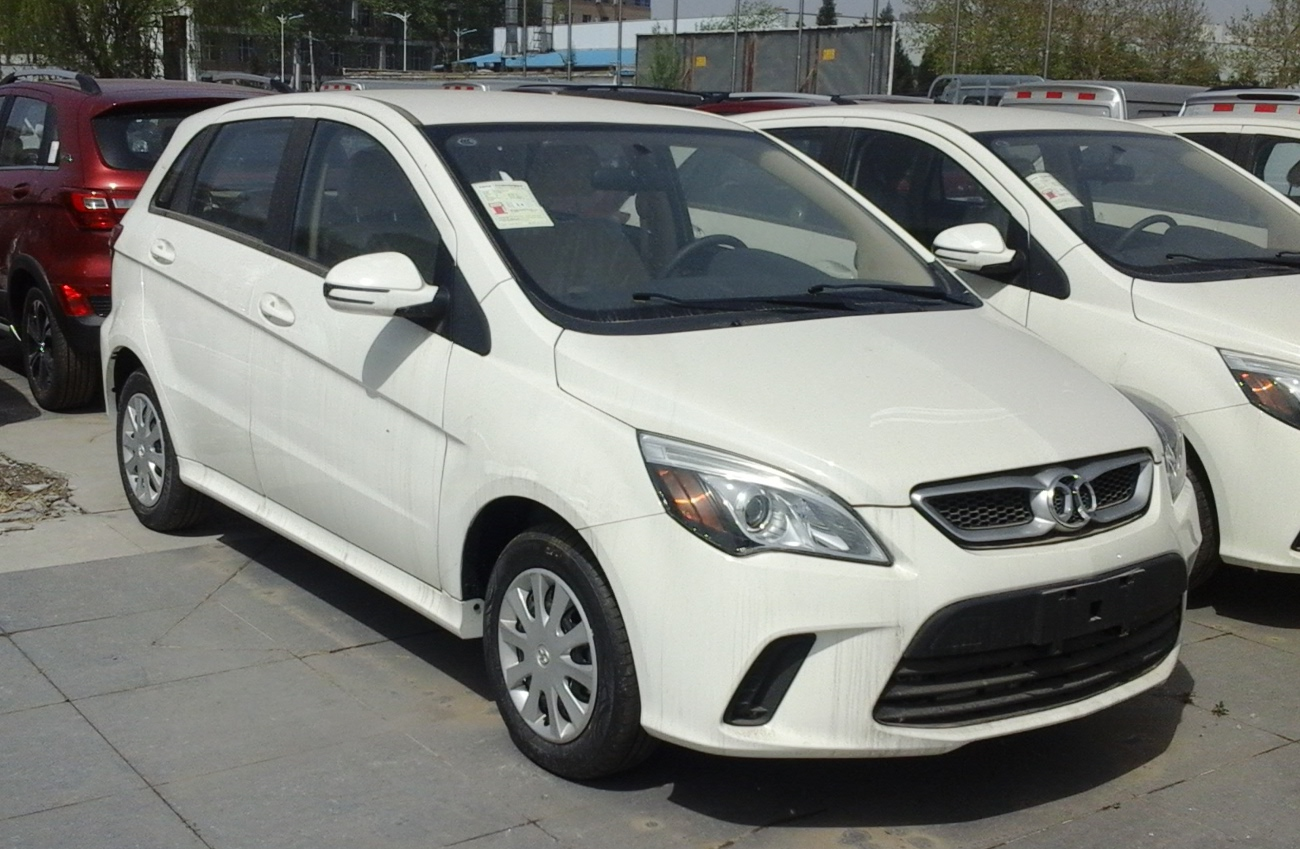
Senova D20 Hatchback
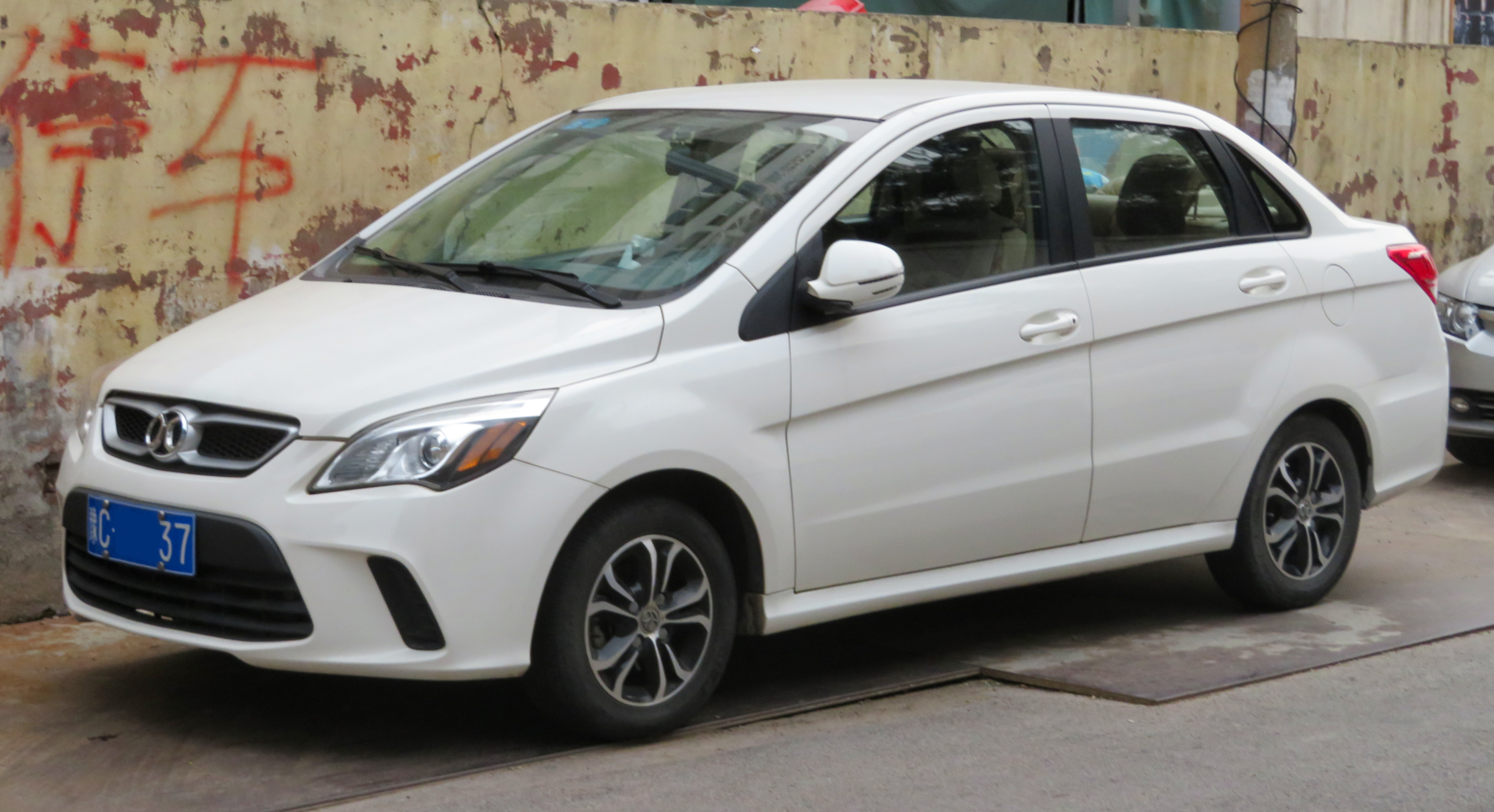
Senova D20 Sedan
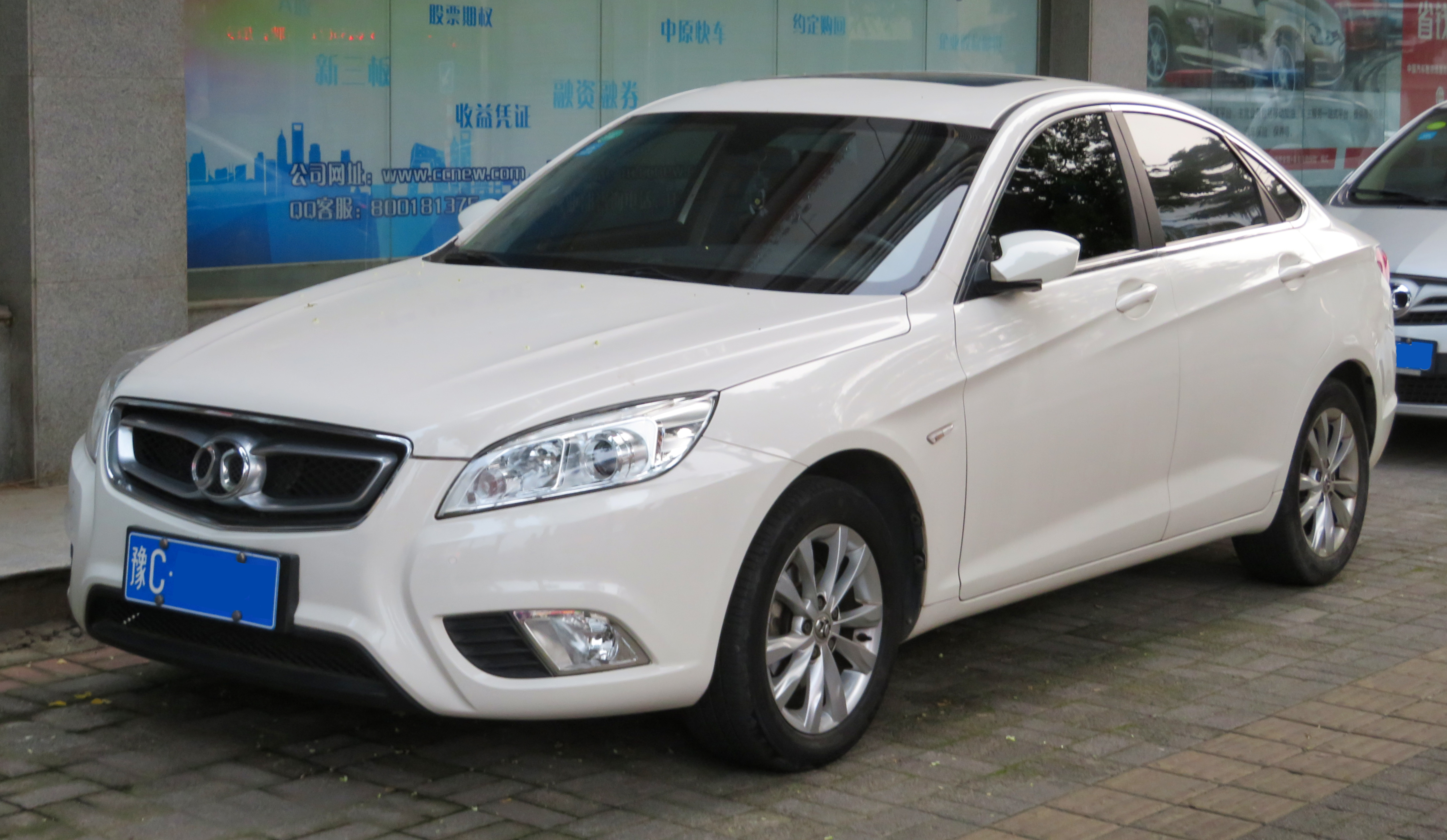
Senova D50
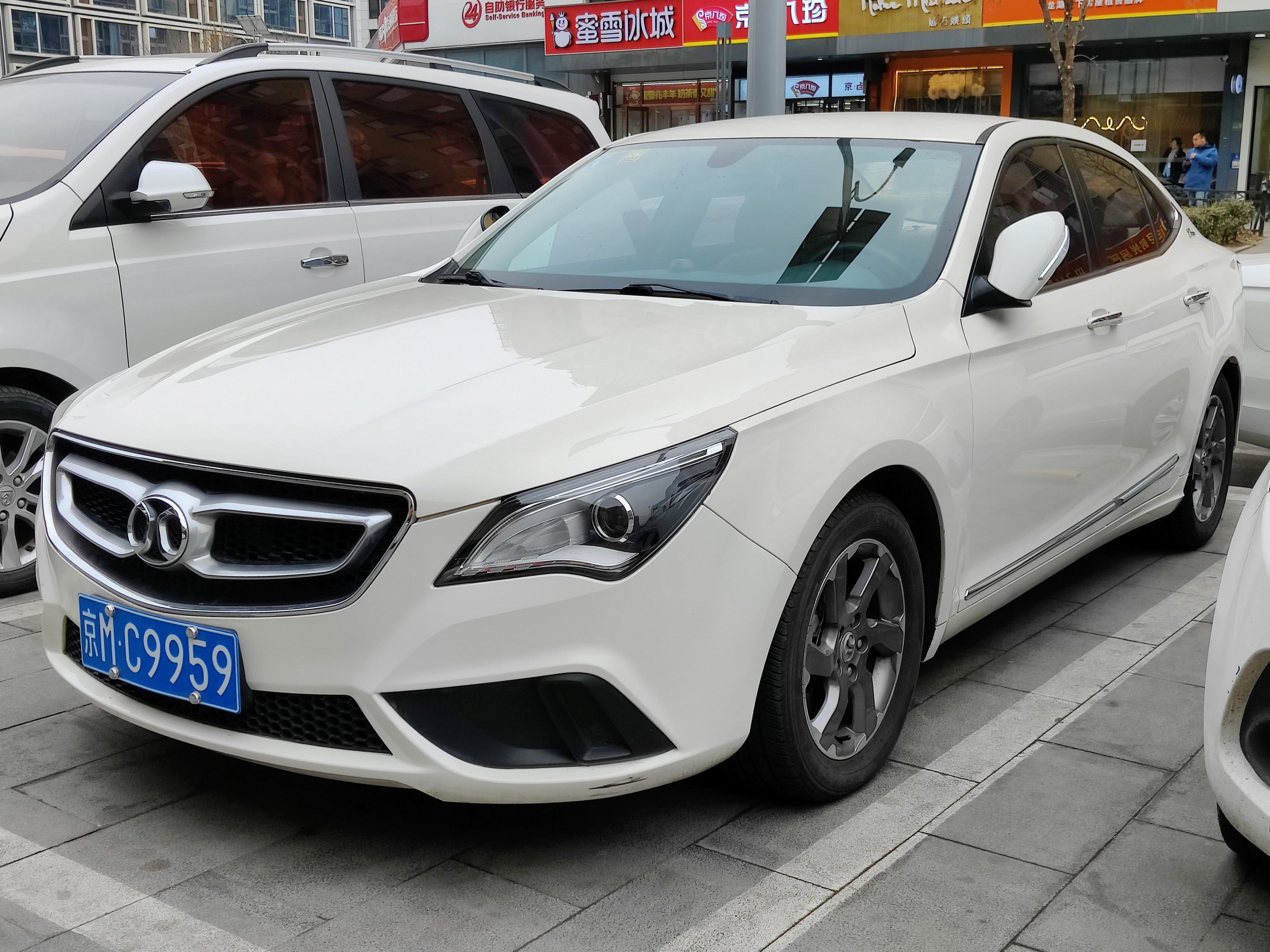
Senova D60
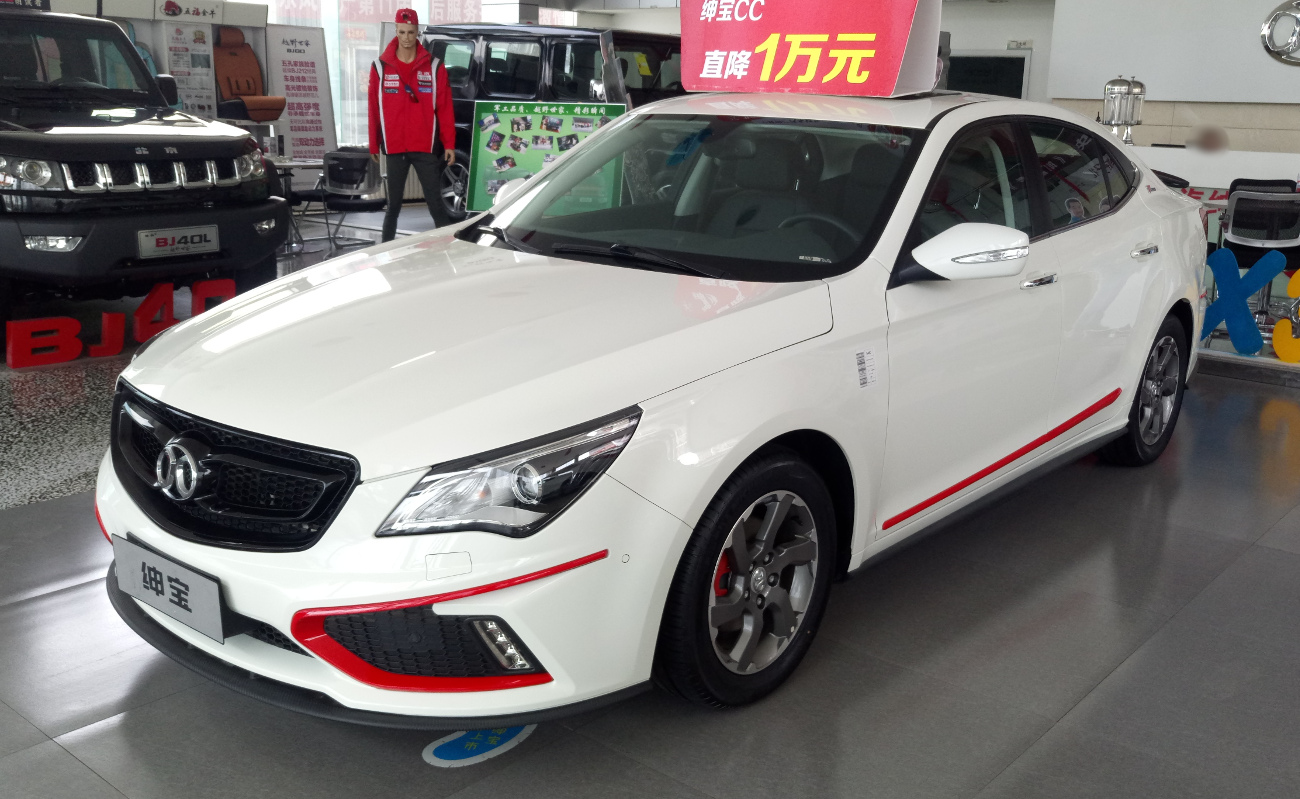
Senova CC
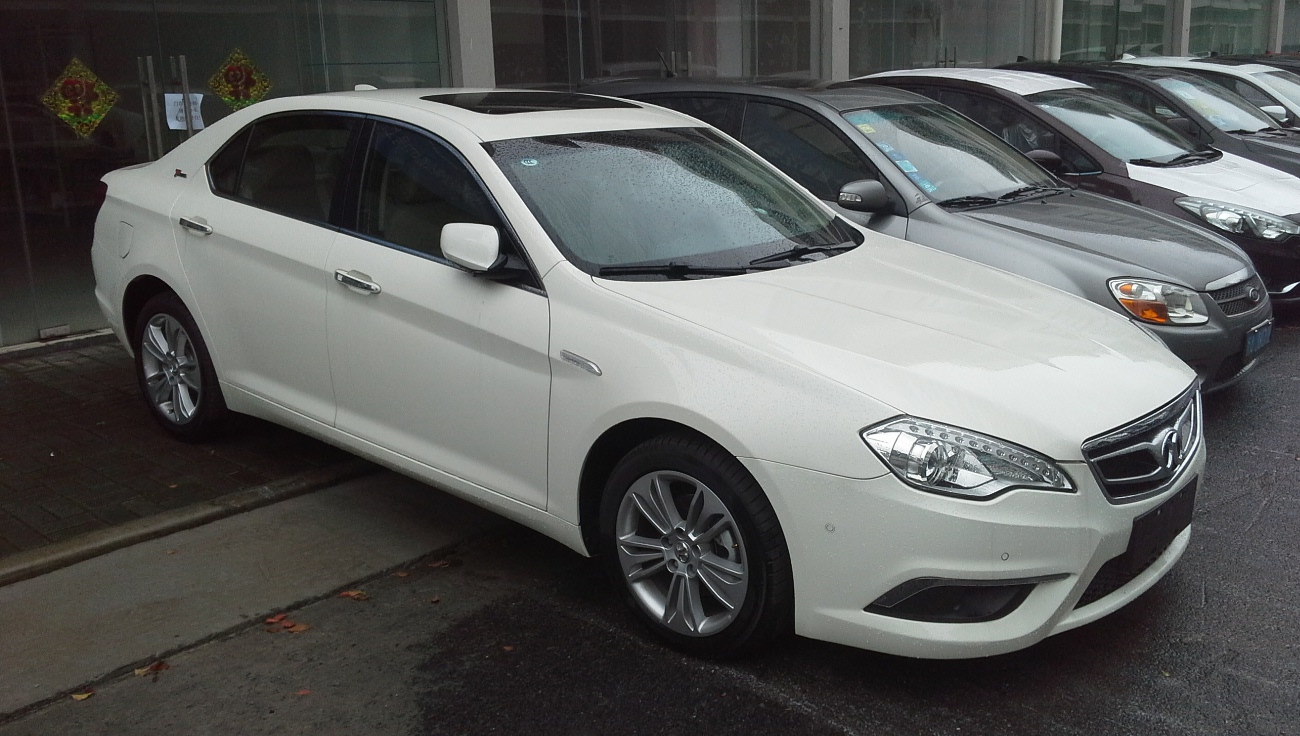
Senova D70
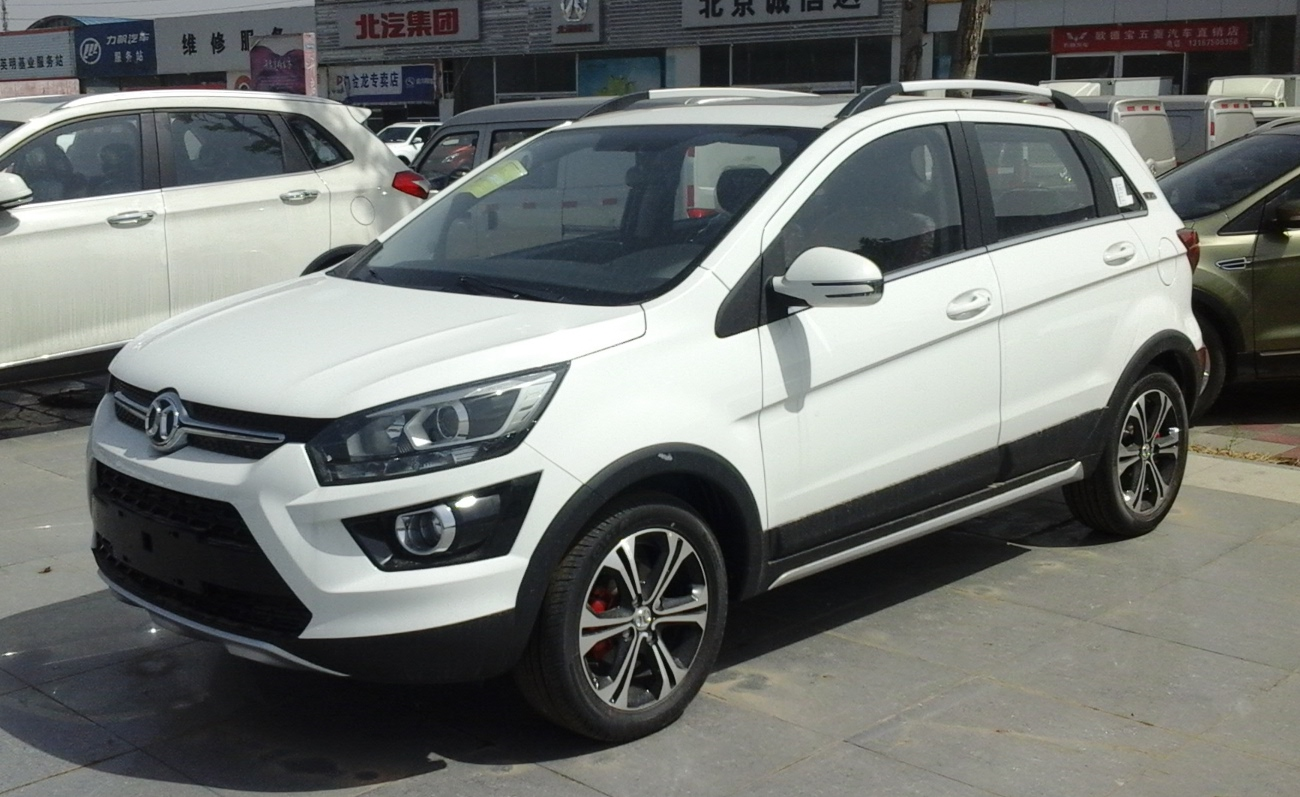
Senova X25
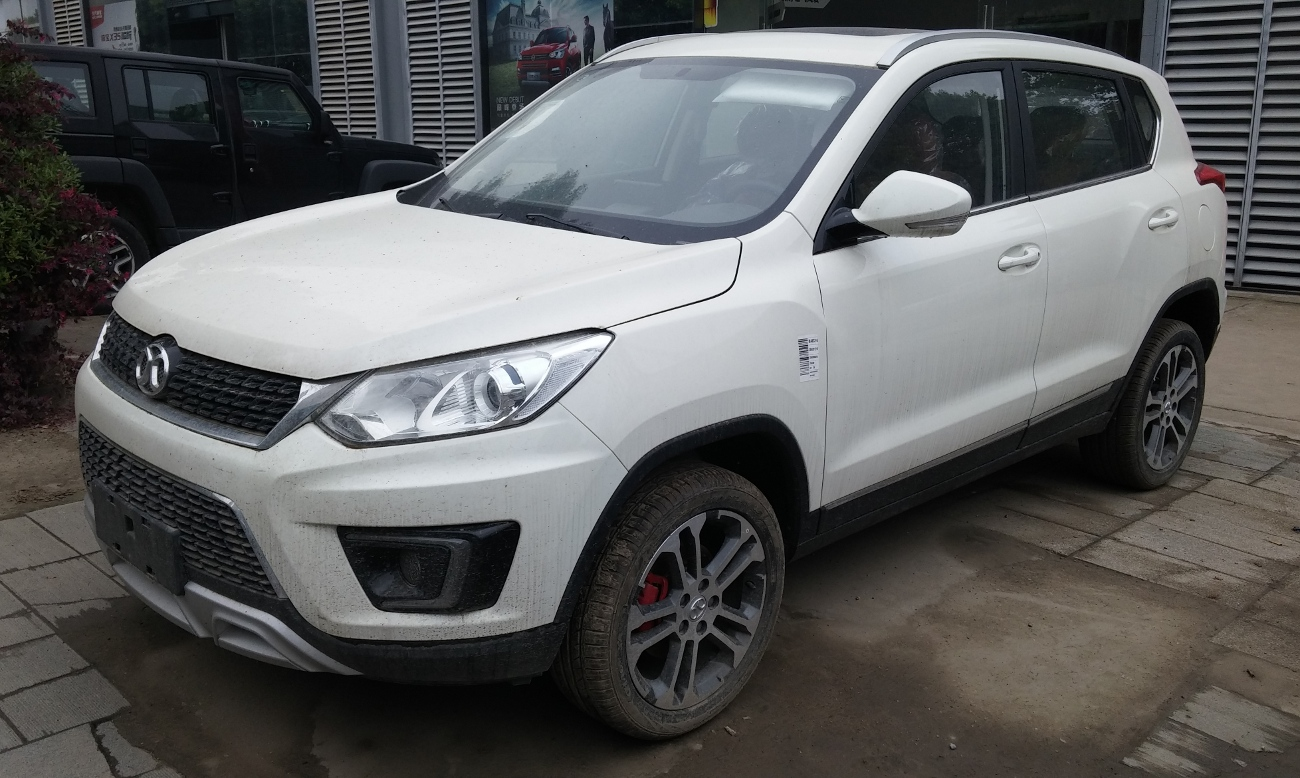
Senova X35
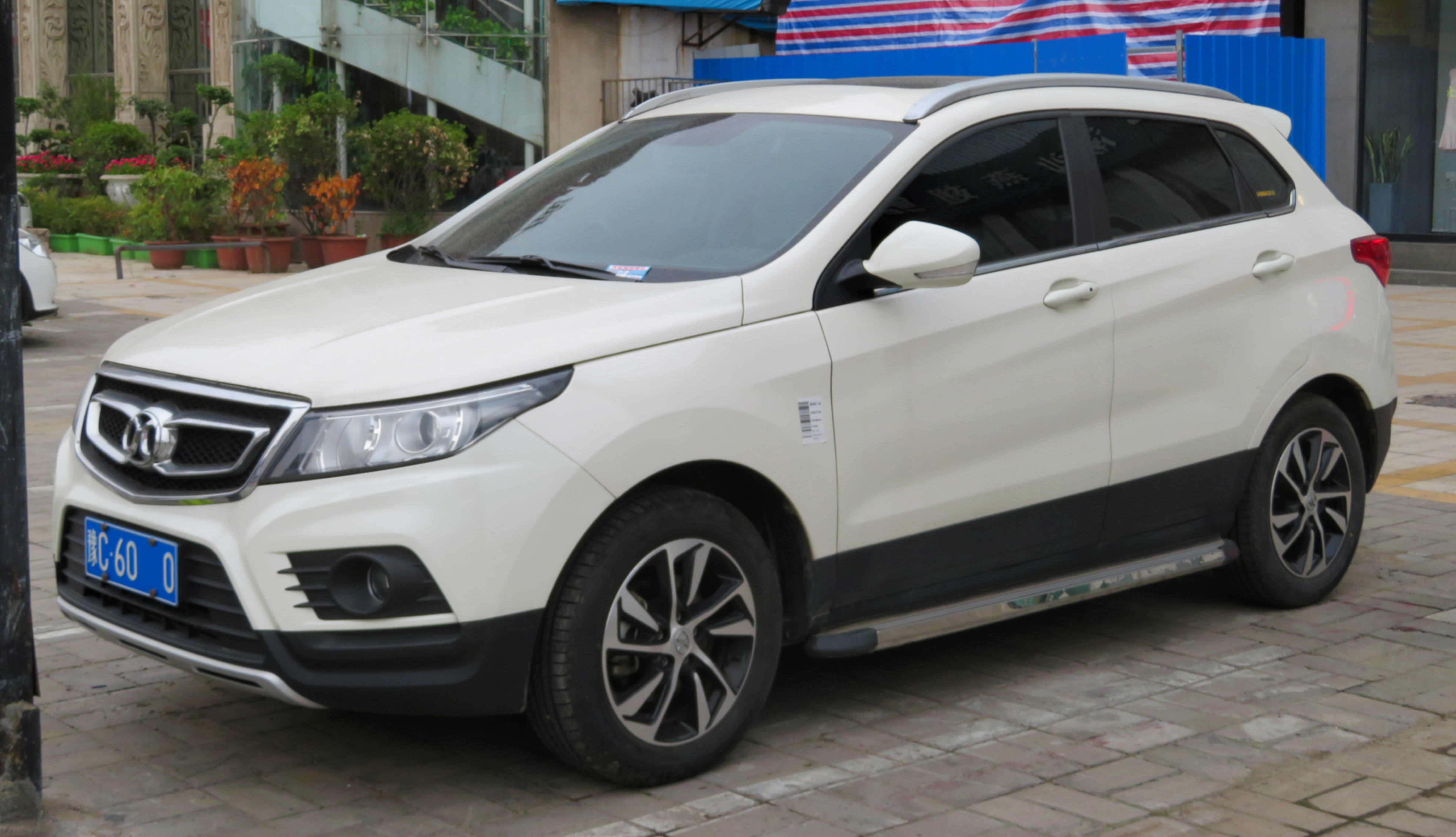
Senova X55
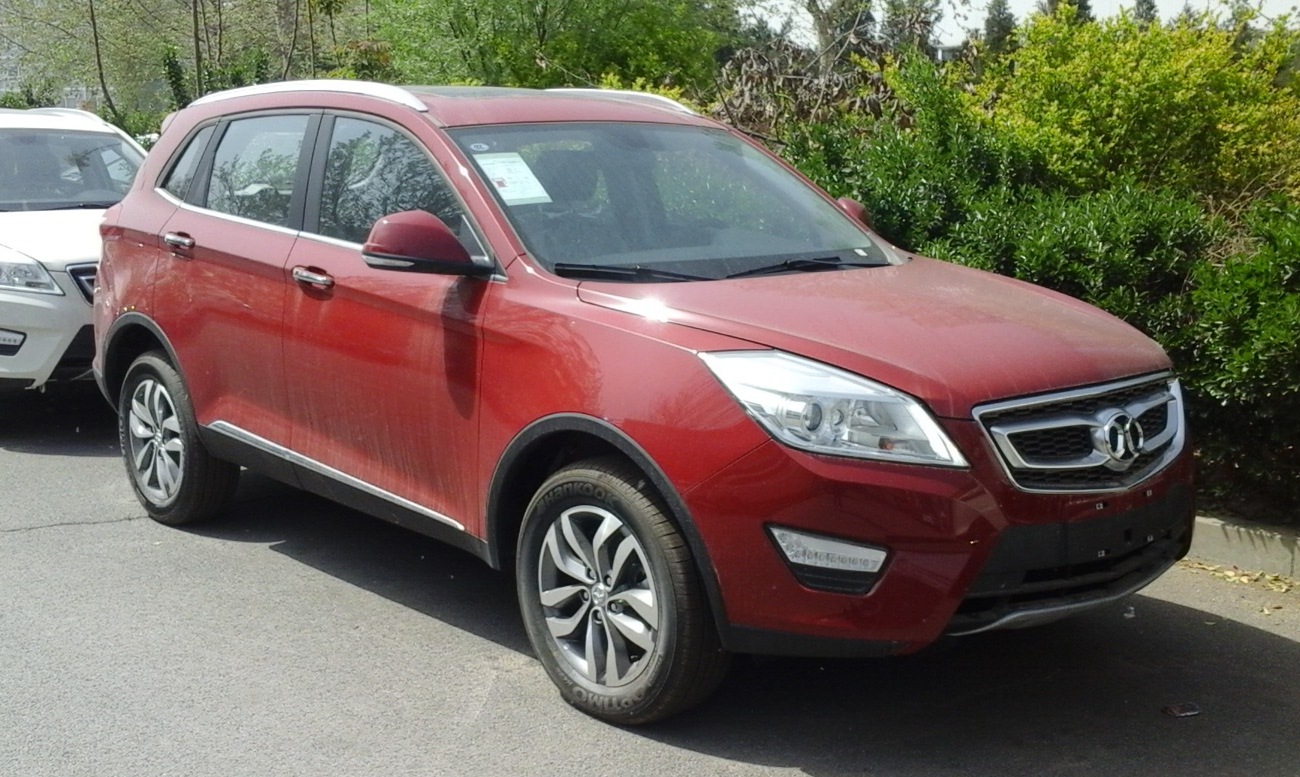
Senova X65

- Senova D50 II
- Senova Zhidao
- Senova Zhida
- Senova Zhixing

## Coches conceptuales
En el Auto China de 2012 se presentaron varios prototipos de Senova, incluido el sedán de tamaño mediano C50E, el sedán ejecutivo C60F, el sedán de lujo C90L y el SUV C51X. En exclusiva, el Concept 900 (S900) y el C90L son los primeros prototipos del estudio de diseño italiano Fioravanti hecho para Senova.
|         |
| El C51X |

|                                        |
| El Concept 900 diseñado por Fioravanti |

## Ventas
El Senova D20 vendió 20.008 unidades desde su lanzamiento en marzo de 2012 hasta finales de año. Fue el primer modelo de Senova a la venta en el período.